# 陰道穹
陰道穹（英語：vaginal fornix）又称陰道穹隆（fornix of the vagina），是子宫颈与阴道间的圆周状隐窝；其解剖构造的形成是因阴道的上端宽阔，包绕子宫颈阴道部，在二者之间形成环形凹陷，亦即环绕宫颈周围的部分阴道。
阴道穹虽为一立体连续环形，但临床上人为将其分为前、后、左、右四部分，即前穹隆、后穹隆及两侧穹隆。前穹隆和侧穹隆不甚明显；后穹窿最深，且与盆腔最低的直肠子宫陷凹相邻。临床上可经后穹窿穿刺、引流或作为手术入路。

## 结构
根据解剖位置，醫學一般把陰道穹分為四個部份（两个主穹窿）：
- 后穹窿（posterior fornix）是较大的凹陷，位于子宫颈后面。它靠近直肠子宫陷凹。
- 前面和两侧有三个较小的凹陷：
  - 前穹窿（anterior fornix）靠近膀胱子宫陷凹。
  - 两个侧穹窿（lateral fornices）。

## 性行为
在传教士体位的性交过程中，阴茎头会到达前穹窿，而在后入体位中，阴茎头会到达后穹窿。
穹窿似乎靠近性感带，即靠近后穹窿的直肠子宫陷凹。
另外，對於初次性交者或被強暴的女性，陰道穹亦是受傷的常見地方。粗暴的性交引致的嚴重陰道裂傷，經常都發生在陰道盡頭的陰道穹。